# محطة قطار عين ياقوت
محطة عين ياقوت هي محطة قطار جزائرية تقع في بلدية عين ياقوت بولاية باتنة.

## الموقع
تقع المحطة غرب مدينة عين ياقوت، على خط القراح إلى تقرت. وتسبقها محطة أولاد زواي المغلقة، وتتبعها محطة جرمة.

## تاريخ

### خدمة
تخدم محطة عين ياقوت القطارات الإقليمية :
- سكيكدة – عين التوتة؛
- قسنطينة – بسكرة.[1][2]

## روابط خارجية
- "SNTF". Société nationale des transports ferroviaires (SNTF). مؤرشف من الأصل في 2025-06-02.